# Old Jefferson
Old Jefferson es un lugar designado por el censo ubicado en la parroquia de East Baton Rouge en el estado estadounidense de Luisiana. En el Censo de 2010 tenía una población de 6980 habitantes y una densidad poblacional de 766,06 personas por km².

## Geografía
Old Jefferson se encuentra ubicado en las coordenadas 30°22′39″N 91°0′22″O / 30.37750, -91.00611. Según la Oficina del Censo de los Estados Unidos, Old Jefferson tiene una superficie total de 9.11 km², de la cual 9.11 km² corresponden a tierra firme y (0%) 0 km² es agua.

## Demografía
Según el censo de 2010, había 6980 personas residiendo en Old Jefferson. La densidad de población era de 766,06 hab./km². De los 6980 habitantes, Old Jefferson estaba compuesto por el 80.11% blancos, el 12.68% eran afroamericanos, el 0.42% eran amerindios, el 2.82% eran asiáticos, el 0.11% eran isleños del Pacífico, el 1.99% eran de otras razas y el 1.86% pertenecían a dos o más razas. Del total de la población el 5.34% eran hispanos o latinos de cualquier raza.